# César Augusto Palma y Palma
César Augusto Palma y Palma (Santa Catarina Mita, Jutiapa, Guatemala, 7 de diciembre de 1907 - Ciudad de Guatemala, 21 de febrero de 1985) fue un escritor y pedagogo guatemalteco.

## Biografía
Sus años de infancia transcurrieron en la casa y tienda de Dolores Palma, que surtía a todo el pueblo de Santa Catarina Mita y sus alrededores. Creció jugando en los regadíos y la Poza del Remolino del Río Ostúa, los arrozales de San Vicente, las moliendas de Valle Nuevo, La Quebradita, y en el estanque del Potrero del Mango.
Cursó su educación primaria en la «escuelita del convento» ubicada, calle de por medio, al lado de su casa. Completada su primaria y con el apoyo de su familia, a la edad de 13 años se trasladó a Jalapa, donde continuó sus estudios en el Instituto Centro Americano de Varones.  Esta etapa de formación escolar y académica, desarrolló su identidad de guatemalteco oriental, la cual dejó plasmada en sus obras «El Bayo Corredor de los Flandes» y «Don Enecón Pensamiento». Fue en Jalapa donde lo apodaron «Chino Palma» apodo que heredó a su hijo mayor.  En «Manojo de Anécdotas«», otra de sus obras literarias, haciendo gala de prodigiosa memoria, hizo un listado de sus compañeros de estudios en Jalapa sesenta años atrás, provenientes de todos los departamentos de Guatemala, así como de El Salvador y Honduras. 
Se graduó de maestro de educación primaria en la Escuela Normal Anexa del Instituto Central para Varones, cuando ya había muerto su padre y había alcanzado la mayoría de edad. Hacia 1927 inició su carrera de maestro, en una escuela de Chiquimula y continuó en los años siguientes en otra escuela de Mazatenango, donde enfermó de paludismo y no pudo continuar. Ya graduadas de maestras sus hermanas, decidieron trasladarse a vivir a la Ciudad de Guatemala, y hacia allí se dirigió él también. Algunas de las escuelas en las que laboró en la capital fueron la escuela «Rafael Mauricio» y la escuela Nacional Primaria Urbana «Alberto Mejía».
En Guatemala, en 1942 conoció a una joven maestra, oriunda de Huehuetenango, Argelia Mercedes Ramos Sandoval,, con quien contrajo matrimonio. Por esos días, fue nombrado director de la Escuela Nacional Primaria Urbana «Alberto Mejía» localizada en el entonces Cantón Barrios. Movido por inquietudes de superación, se inscribió en la carrera de Perito Contador en la Escuela de Comercio.
En los años siguientes, ambos continuaron su labor de maestros, agregando la de alfabetizadores de la Campaña Nacional de Alfabetización. Es en esta época cuando empezó a escribir cuentos. Su primera oportunidad llegó cuando la «Revista del Maestro» organizó un concurso literario nacional. Él ganó el concurso con su cuento «La Reservada», el cual fue  publicado en dicha revista y circuló en Guatemala y resto de Centro América. En 1954 ocurrió el golpe de Estado del Movimiento Liberacionista cuyos efectos llevaron a muchos maestros a cambiar la carrera docente por otros oficios. Sus amigos jalapanecos y algunos familiares, le facilitaron entonces al profesor Palma y Palma su ingreso al comercio de granos básicos y víveres al por mayor en «la 21 calle», donde trabajó la siguiente década, primero como asociado y luego independientemente.
Las autoridades de educación del gobierno del coronel Enrique Peralta Azurdia invitaron en 1964 al profesor Palma y Palma a ocupar el cargo de director de la Escuela Nacional Primaria Urbana «Bolivia», anexa de aplicación de la Escuela Normal Central para Varones, donde laboró hasta 1967. La oportunidad de trabajar cerca de su residencia en el barrio de Gerona llegó este mismo año, cuando las autoridades dispusieron nombrarlo profesor auxiliar del Instituto Nacional Central para Varones, donde se codeó con lo más granado de la educación nacional, y con literatos y autores de grandes quilates como el profesor, literato y poeta Eloy Amado Herrera. En 1970 publicó su «El Bayo corredor de los Flandes», y «Cuentos camperos del Suchitán y sus laderas», prologado por Eloy Amado Herrera.
Su carrera docente también siguió adelante, y su desempeño, aprecio y recomendaciones de sus colegas, le significaron en 1971, el ascenso a subdirector, y en 1974 a director del Instituto Central, año en el que también cumplió su tiempo de servicio y se jubiló, no sin antes haber recibido la Orden del Quetzal por sus méritos. Su fotografía fue entonces agregada a la galería de ilustres profesores del Instituto Central, junto a las de Valero Pujol, José Martí, Edwin Rockstroh y otros.
Con más tiempo para dedicarlo a las letras, su producción literaria se intensificó y creció. En  1979 publicó «La tierra que ya perdí», también prologada por Eloy Amado Herrera, que no era ya una colección de cuentos sino una serie de paisajes literarios de Santa Catarina Mita que retratan un pasado que se fue para no retornar. En 1981 apareció «Don Enecón Pensamiento», con una contraportada del profesor Oscar De León Castillo. Esta novela es una ventana al interior del alma oriental guatemalteca, que los antropólogos podrían utilizar para estudiar la cultura ladina del oriente de Guatemala. Y en  1983 publicó la última de sus obras: «Manojo de anécdotas», prologada nuevamente por el profesor De León Castillo, en la que plasma recuerdos inéditos de su vida y sus experiencias en varios lugares del país, cubriendo un lapso de sesenta años. En 1984, preparó la publicación de «Cariño en versos sencillos», su primera obra en verso la cual describe varias localidades de su natal Jalapa

## Muerte
Palma y Palma falleció tras varios meses de precaria salud.  Las autoridades del Ministerio de Educación y del Instituto Central solicitaron entonces autorización a su viuda e hijos, para un homenaje póstumo en la sede del Instituto Central. Autoridades, catedráticos y maestros llevaron en hombros el féretro desde la funeraria hasta el Central, donde en presencia de su viuda, hijos e hijas, fue homenajeado. A la entrada del féretro, el estudiantado del central, de pie, lo saludó, le lanzó vivas y le aplaudió. El poeta Eloy Amado Herrera, en representación del Ministerio de Educación y de las autoridades del Central, y estudiantes en representación del alumnado, recordaron experiencias y exaltaron los méritos del extinto educador y escritor. La bandera del Central fue colocada sobre su féretro. Luego fue sepultado en un cementerio privado de la zona 5, donde descansan sus restos mortales. Columnas y notas de prensa aparecieron en varios rotativos y revistas de la ciudad exaltando la labor educativa y literaria del profesor Palma y Palma.

## Homenajes
Sus publicaciones tuvieron una amplia circulación en círculos literarios, periodísticos y educativos. Fueron comentados y elogiados en notas de El Imparcial, Prensa Libre, La Hora, La Hora Dominical, Revista Horizonte, periódico Culma y otros, por literatos, académicos y periodistas. El Club de Leones Ciudad Nueva, Fraternidad Caterineca, la Municipalidad de Santa Catarina Mita, realizaron homenajes en su honor.
En  1987, la Biblioteca Municipal de Santa Catarina Mita fue designada con su nombre y en  1998, la Corporación Municipal de Jalpatagua rindió un homenaje póstumo a su memoria, siendo transmitido por una radio local, acto en el cual se entregó una placa a su hijo mayor.

## Obras Literarias
- «El Bayo corredor de los Flandes», 1970
- «La tierra que ya perdí», 1979
- «Don Enecón Pensamiento», 1981
- «Manojo de anécdotas», 1983
- «Cariño en versos sencillos», 1984